# Popperodt’sches Haus

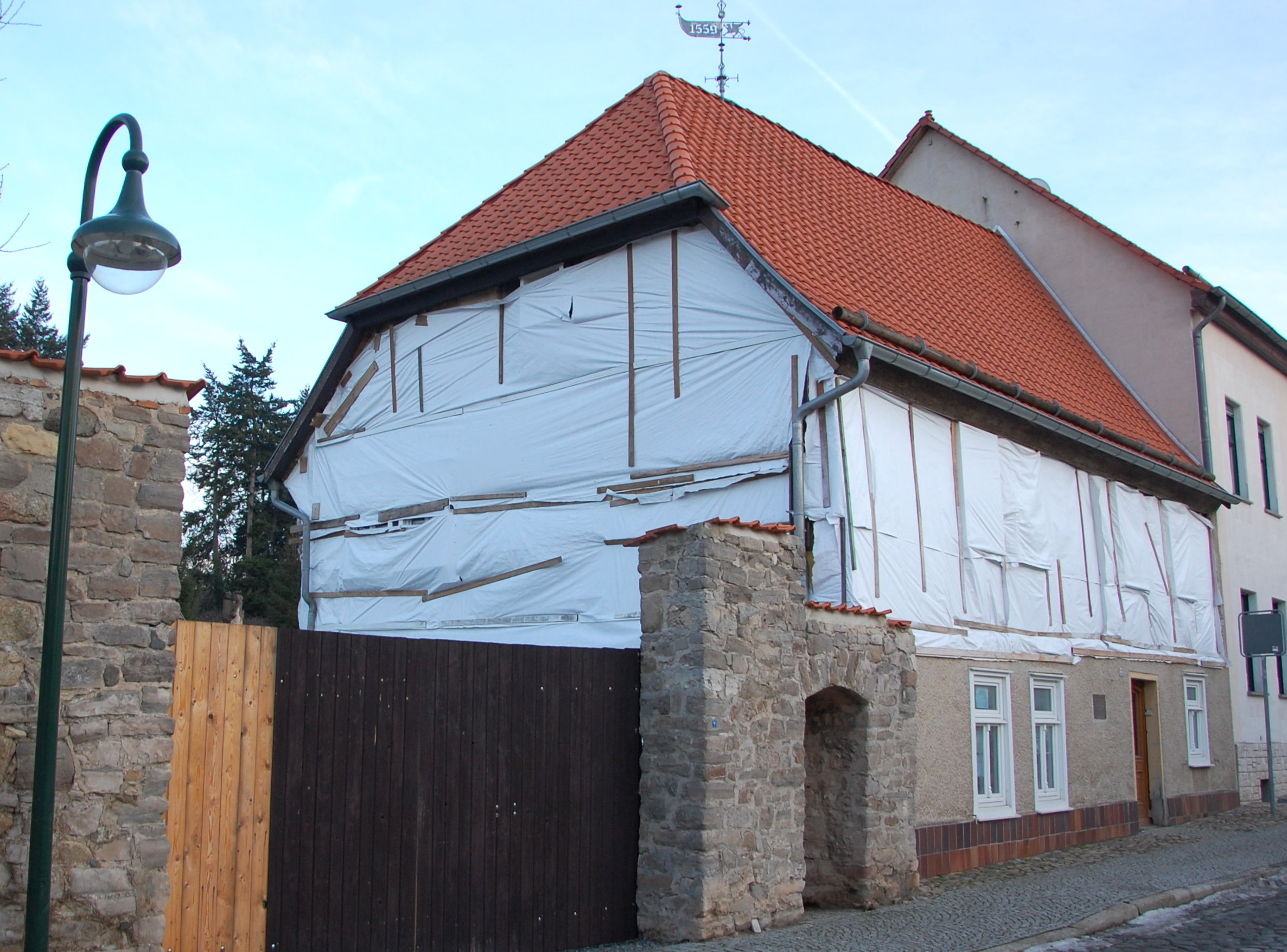
Haus Häuschenstraße 6, im Jahr 2014

Das Popperodt'sche Haus ist ein denkmalgeschütztes Gebäude in dem zur Stadt Quedlinburg in Sachsen-Anhalt gehörenden Ortsteil Stadt Gernrode.

## Lage
Das Haus befindet sich im nördlichen Teil der Gernröder Altstadt an der Adresse Häuschenstraße 6 auf der Ostseite der Häuschenstraße und ist im örtlichen Denkmalverzeichnis als Pfarrhof eingetragen.

## Architektur und Geschichte
Das zweigeschossige Fachwerkhaus wurde im Jahr 1559 durch den Zimmermeister Hans Höppner als Ersatzneubau errichtet. Bauherr war der erste evangelische Pfarrer und Schulrektor Gernrodes Andreas Poppenrodt. Das Anwesen diente als Pfarrhof der Sankt-Stephanus-Kirche. Der zum Hof zeigende Giebel weist für die Bauzeit typische Verzierungen in Form von Fächerrosetten auf den Fußwinkelhölzern auf.
An der Westseite des Hauses befindet sich eine lateinische Inschrift mit der Bedeutung: Ich, Andreas Popperodt habe im Jahr 1559 in meiner Vaterstadt das Haus meines Vaters neu aufgebaut.
Zwischen dem Haus und dem Haus Häuschenstraße 7 befand sich auch das 1835 abgerissene Häuschentor.
Das Grundstück ist von einer aus Bruchsteinen errichteten Mauer mit Pforte umgeben.